# Schiekia
Schiekia là một chi thực vật có hoa thân thảo trong họ Haemodoraceae. Chi được mô tả lần đầu tiên năm 1842.

## Các loài
Schiekia orinocensis: Bản địa Nam Mỹ (Brasil, Bolivia, Colombia, Venezuela, Guyana, Suriname, Guiana thuộc Pháp).